# جاك كاتلي
جاك كاتلي (بالإنجليزية: Jack Catley)‏ هو لاعب كرة قدم بريطاني في مركز نصف الجناح، ولد في 16 مارس 1945 في غريمسبي ‏ في المملكة المتحدة. لعب مع غريمسبي تاون.